# Friedhof Matrei in Osttirol

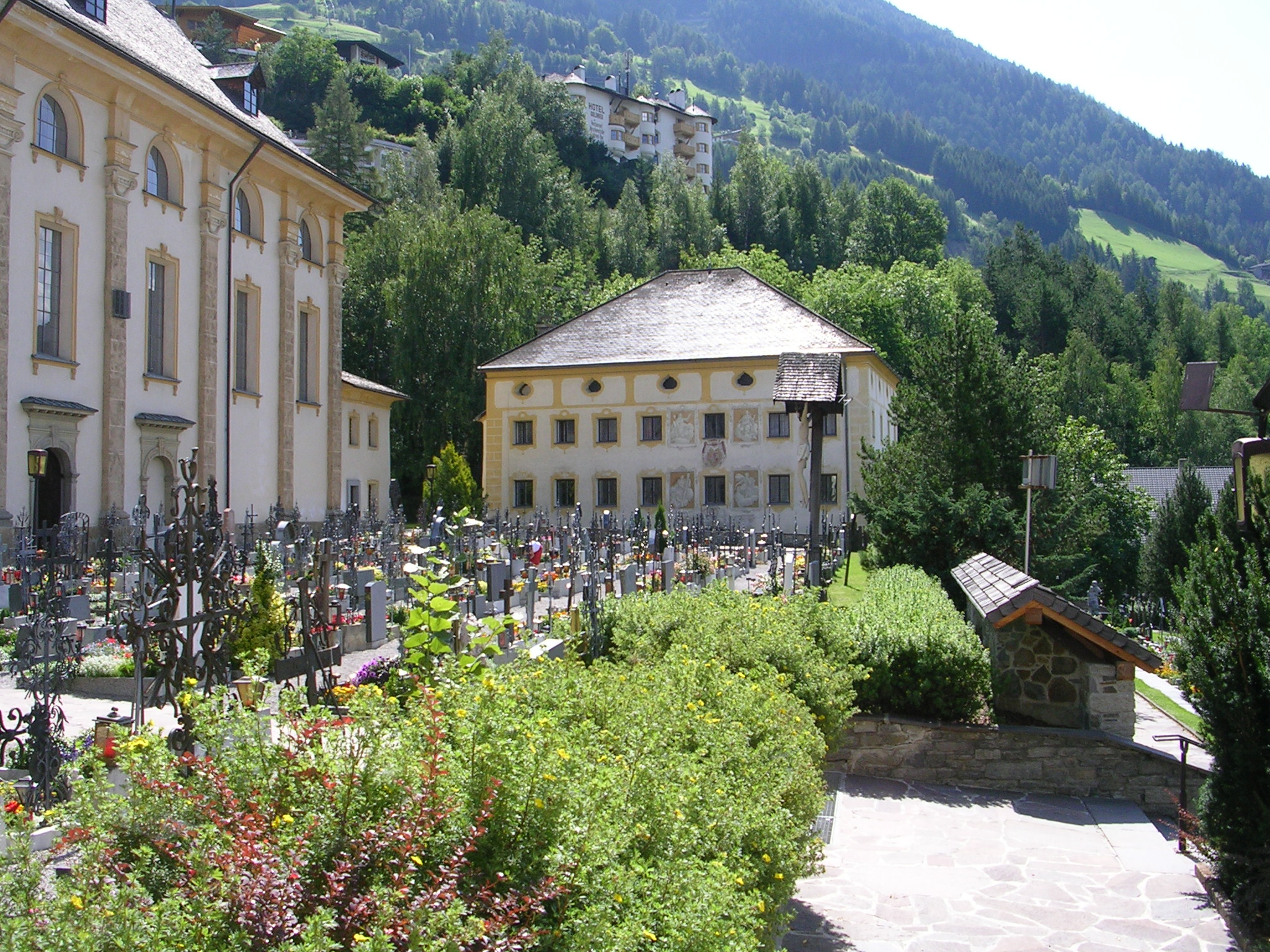
Friedhof mit Widum und Pfarrkirche

Der Friedhof Matrei in Osttirol ist ein denkmalgeschützter (Listeneintrag) Friedhof in der Gemeinde Matrei in Osttirol, Bezirk Lienz.

## Geschichte
Der Matreier Friedhof wurde westlich und südlich der Matreier Pfarrkirche angelegt, wobei jedoch frühe Quellen für den Bestand des Friedhofs fehlen. Erst 1615 wurde der ungepflegte Zustand des Friedhofs urkundlich erwähnt, des Weiteren findet sich in diesem Dokument ein Hinweis auf einen ungeweihten Altar im Ossarium. Nichtkatholiken und „Ungläubige“ wurden in früherer Zeit nördlich der Pfarrkirche auf dem sogenannten „Kalten Freithöftl“ bestattet. 
Ursprünglich von einem Holzzaun begrenzt, errichtete man 1902 eine Mauer zum Kirchplatz hin. 1975 übernahm die Gemeinde den Friedhof und erweiterte ihn 1978. Zwischen 1996 und 1997 wurde der Friedhof neuerlich um 120 Grabstellen und 20 Urnengräber, in Terrassen angelegt, erweitert.

## Bauwerke

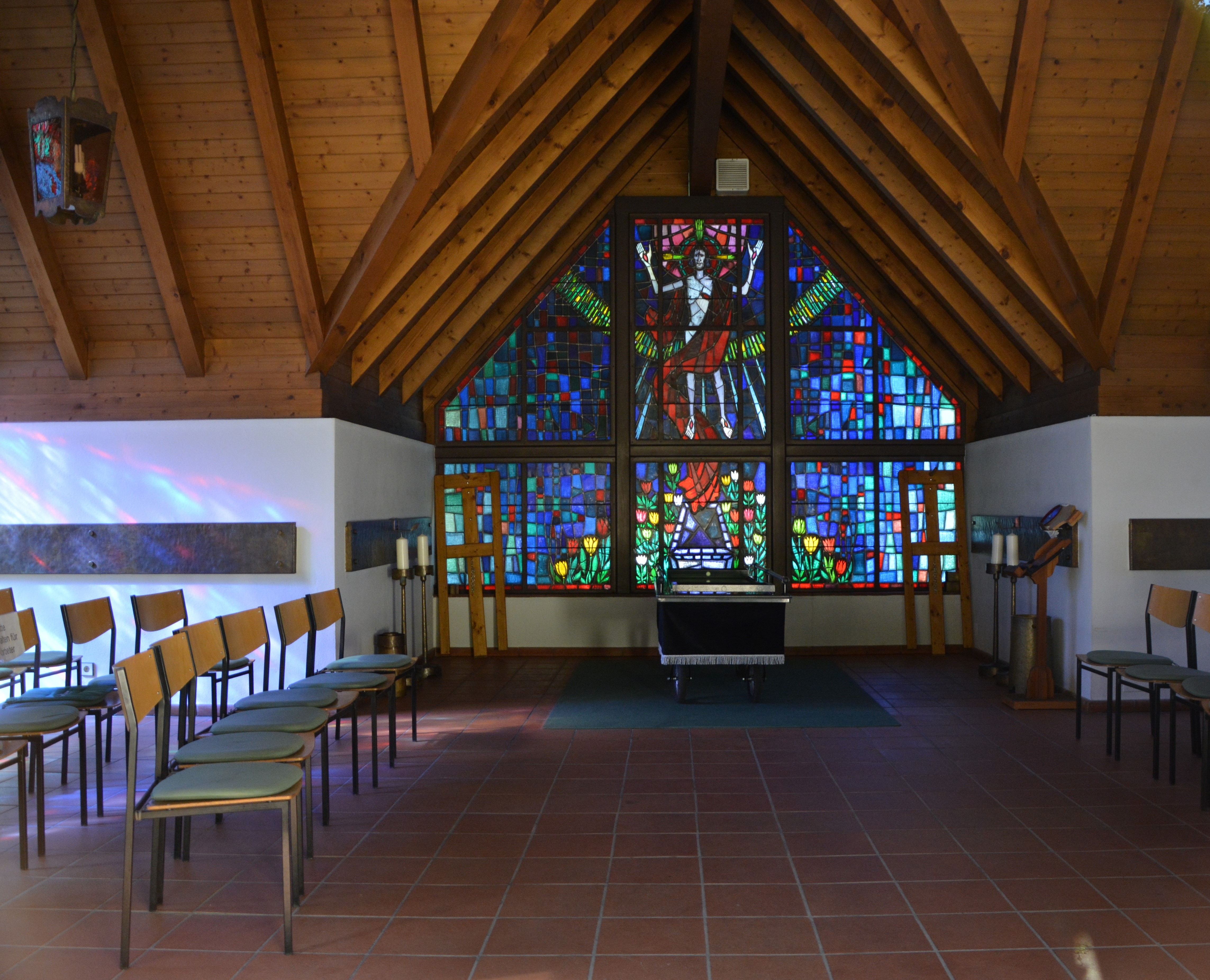
Neue Friedhofskapelle

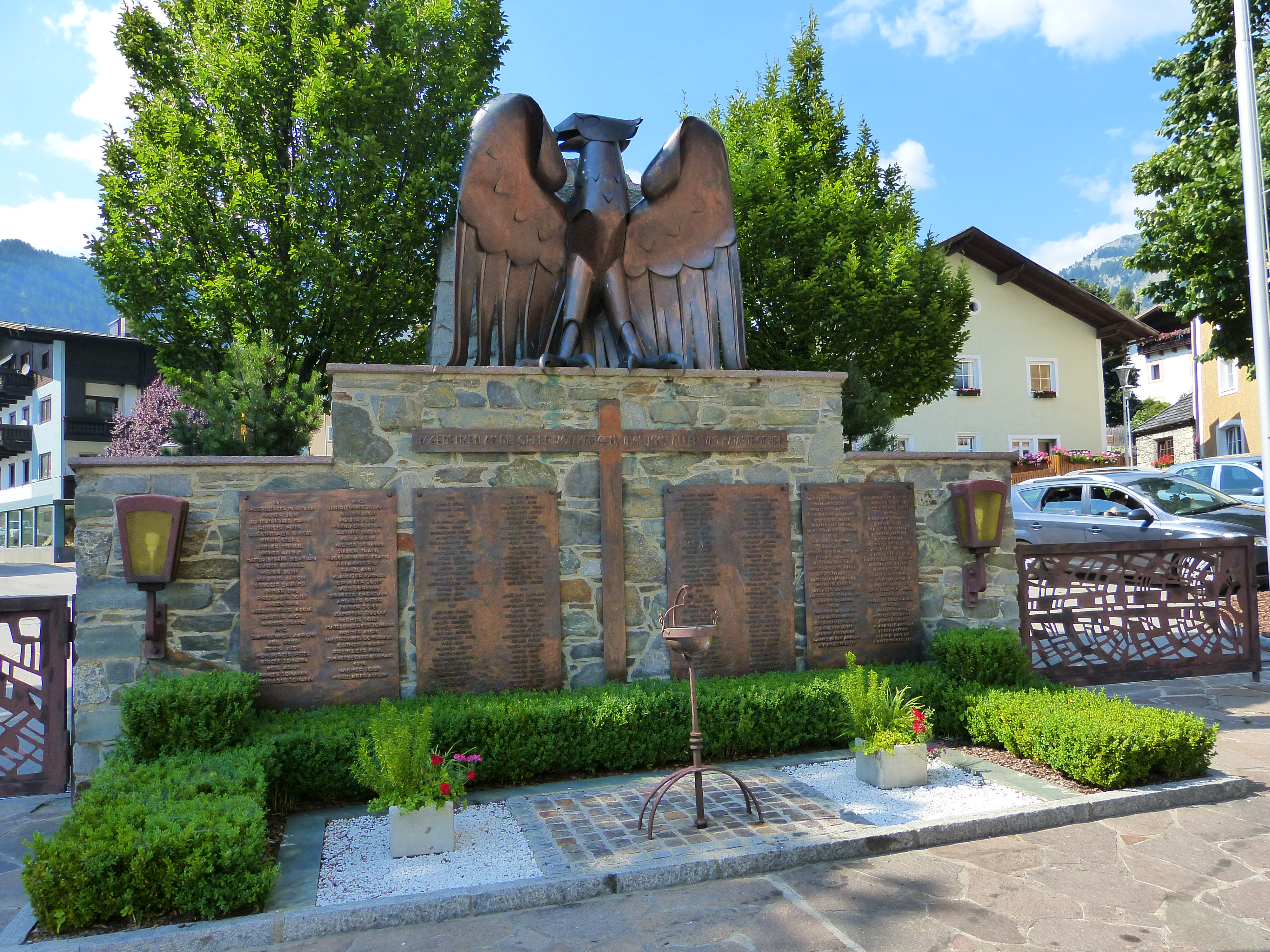
Kriegerdenkmal

Die alte Totenkapelle liegt in der Nordwestecke des Friedhofs und wurde während des Neubaus der Pfarrkirche zwischen 1785 und 1786 von Thomas Mayr errichtet. Anfang des 20. Jahrhunderts wurde die Kapelle von einem Pfeilergang umgeben, zwischen 1999 und 2001 erfolgte eine neuerliche Umgestaltung. 
Die neue Friedhofskapelle wurde 1978 während der Erweiterung des Friedhofs angelegt und nach Plänen von Herbert Rottenspacher errichtet. Die Südwand besteht aus einem buntfarbigen Glasgemälde von Fred Hochschwarzer mit einer Darstellung der Auferstehung Christi.
Des Weiteren findet sich auf dem Friedhof ein Friedhofskreuz aus dem Anfang des 19. Jahrhunderts, ein von Virgil Rainer für seine Eltern geschaffenes Grabmal und ein ebenfalls denkmalgeschütztes Kriegerdenkmal, das an die Opfer der beiden Weltkriege erinnert. Das Kriegerdenkmal wurde 1934 an der westlichen Umfassungsmauer für die Gefallenen und Vermissten des Ersten Weltkriegs errichtet und 1950 für die Toten des Zweiten Weltkrieges erweitert. Das Denkmal besteht aus einem kupfernen Kreuz und vier Kupfertafeln mit den Namen der Opfer, die von zwei Wandlaternen flankiert werden. Bekrönt wird das Denkmal von einem monumentalen stilisierten Adler aus Kupfer von Arthur Sigmund.